# Деружинский, Франтишек
Франтишек Деружинский (пол. Franciszek Dzierożyński; 3 января 1779, Орша — 22 сентября 1850, Фредерик) — американский католический священник белорусского происхождения, один из основателей католической образовательной системы США.

## Биография
Окончил иезуитский коллегиум в Орше, в 1794 году вступил в Общество Иисуса. В 1806 году был рукоположен в священники. В 1810—1811 годах в Могилёвском и Полоцком иезуитском коллегиумах преподавал философию и математику.
После закрытия Полоцкой академии, в 1821 году иммигрировал в США. С 1823 по 1830 год был супериором миссии иезуитов. Преподавал философию и богословие в Джорджтаунском университете. В 1829 году руководил иезуитской высшей школой в Сент-Луисе. В 1834—1840 годах руководил новициатом во Фредерике, в 1840—1843 был провинциалом Мэриленда. В 1843 году в Вустере основал Колледж Святого Креста.